# Mario Ghirardi
Mario Ghirardi (Lonato, 1º dicembre 1926 – ...) è stato un calciatore italiano, di ruolo portiere.

## Carriera
Dopo essersi messo in mostra nella squadra di Castiglione delle Stiviere, disputa sei campionati di Serie C con il Mantova prima di passare al Monza, dove debutta in Serie B nel campionato 1954-1955 e gioca 84 gare in serie cadetta nell'arco di tre stagioni.